# 铜鼓镇 (锦屏县)
铜鼓镇，是中华人民共和国贵州省黔东南苗族侗族自治州锦屏县下辖的一个乡镇级行政单位。

## 行政区划
铜鼓镇下辖以下地区：
铜鼓村、花桥村、嫩寨村、新寨村、岔路村、小塘村、乐安村、水冲村、江口村、铜坡村、高柳村和火冲村。